# فدوى ناصر
فدوى ناصر (1950-) ناشطة وأكاديمية فلسطينية، ولدت ونشأت في رام الله حيث تلقت تعليمها الأساسي في مدرسة الفرندز للفتيات، وتخرجت منها في عام 1969. التحقت بعدها بكلية بيرزيت وحصلت على درجة مشارك في الفنون عام 1971. واصلت دراستها في لبنان، حيث درست تنمية علم النفس والتعليم قبل المدرسي في كلية جامعة بيروت، وحصلت على درجة البكالوريوس عام 1973. ونالت الماجستير في عمليات الاستشارة في التعليم من جامعة هارفارد خلال عامي (1991-1992)، ودرجة الدكتوراه في برنامج التنمية البشرية وعلم النفس من جامعة هارفارد خلال عامي (1993-1994).

## حياتها العملية
بدأت فدوى عبلة ناصر حياتها العملية كمدرسة في مدرسة الفرندز للفتيات بين عامي 1973 و1974. ثم انتقلت للعمل في الإدارة والترجمة في مكتب الصحة السعودي في لندن بين عامي 1974 و1975. ثم عادت لفلسطين كمستشارة لشؤون الطلاب في مدرسة الفرندز للفتيات خلال الفترة (1983-1988)، ثم شغلت منصب مديرة المدرسة من 1988 إلى 1993. وبالإضافة إلى عملها في التدريس والإدارة، كانت لها مساهمات مهمة في الجمعيات والمؤسسات الاجتماعية، فكانت نائبة مدير مجلس إدارة جمعية الفتيات المسيحيات خلال الأعوام (1990 و1993)، وعضو في اللجنة الاستشارية في جمعية الشبان المسيحية في القدس في برنامج إعادة تأهيل الشباب المتأثرين بالإنتفاضة من 1992 إلى 1993. وعضواً في مجلس الديمقراطية واللاعنف في القدس خلال الأعوام (1992 و1997)، وشاركت في فريق عمل اليونيسيف لتعليم المرأة والفتيات منذ عام 1994. ومديرة مؤسسة تامر من (1996-1999)، وعضو في معهد إدوارد سعيد الوطني للموسيقى، وعضو في مركز بيسان، ومركز التدريب والإرشاد في بيت لحم والقدس.